# Stercorarius chilensis
Lo stercorario del Cile (Stercorarius chilensis, Bonaparte 1857), è un uccello della famiglia degli Stercorariidae.

## Sistematica
Stercorarius chilensis non ha sottospecie, è monotipico.

## Distribuzione e habitat
Questo uccello vive unicamente in Sud America a sud dell'equatore.